# Aaron Gillespie

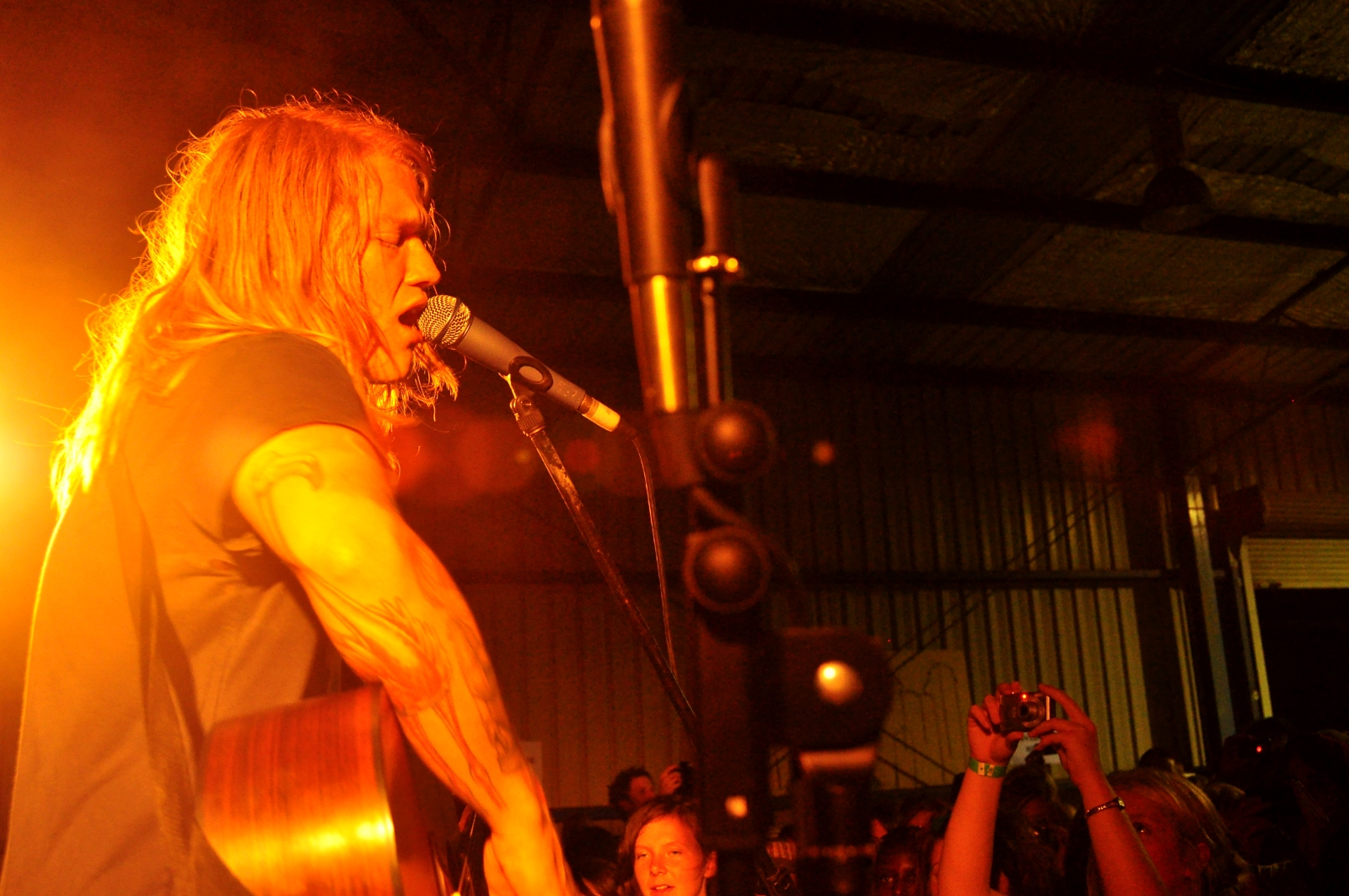
Aaron Gillespie (2010)

Aaron Roderick Gillespie (18 juli 1983) is een Amerikaanse rockmusicus.
Gillespie is bekend geworden als drummer en zanger van de metalcoreband Underoath. Daarna heeft hij als zanger en gitarist gespeeld in de alternatieve rockband The Almost. Gillespie heeft daarnaast enkele eigen soloprojecten gedaan, waaronder zijn debuutalbum Anthem Song in maart 2011.
In augustus 2013 werd Gillepsie de toerdrummer van de Amerikaanse rockband Paramore, nadat hun toenmalige toerdrummer (Miles McPherson) na een ongeluk met een golfkarretje gewond was geraakt.

## Discografie
Met Underoath
- Act of Depression - 1999
- Cries of the Past - 2000
- The Changing of Times - 2002
- They're Only Chasing Safety - 2004
- Define the Great Line - 2006
- Survive, Kaleidoscope - 2008
- Lost in the Sound of Separation - 2008
- Live at Koko - 2010

Met The Almost
- Southern Weather - 2007
- No Gift to Bring - 2008
- Monster EP - 2009
- Monster Monster - 2009
- Fear Inside Our Bones - 2013

Solo
- Anthem Song - 2011
- Echo Your Song (Live) - 2012
- Grace Through The Wandering - 2015
- Out Of The Badlands - 2016

Albums waaraan Gillespie meewerkte
- "You're The Wanker, If Anyone Is" from Say Anything (band)|Say Anything's In Defense of the Genre - 2007
- "My God" from This Beautiful Republic's Perceptions (This Beautiful Republic album)|Perceptions - 2008
- "Then They Will Know" from Preson Phillips' The Observant and the Anawim... - 2008
- "Sahara" from Relient K's Forget And Not Slow Down - 2009
- "All About Us" from He Is We's My Forever (album)|My Forever - 2010
- "With Everything" by Nine O Five - 2010
- "Someway Somehow" from Run Kid Run's Patterns - 2011
- "I Survive" from We Came As Romans's Tracing Back Roots - 2013

- Library of Congress Control Number: no2011050577
- MusicBrainz: 0c3db5f8-372a-4825-9e31-decf2d176333
- Virtual International Authority File: 170039058
- WorldCat: E39PBJyhf9KTyxrjyr9DdkBtrq